# Noppadon Pattama
Noppadon Pattama (thailändisch นพดล ปัทมะ; * 23. April 1961 in Amphoe Sida, Provinz Nakhon Ratchasima) ist ein thailändischer Politiker und Rechtsanwalt. Von Februar bis Juli 2008 war er Außenminister seines Landes.
Noppadon Pattama studierte an der Thammasat-Universität Jura. Er schloss Master-Studien an der Universität London und der University of Oxford an. Er wurde 1991 als Mitglied der Lincoln’s Inn zum Barrister zugelassen. Nachdem er in Großbritannien Chuan Leekpai begegnet war, trat er im gleichen Jahr dessen Demokratischer Partei bei. Er wurde Chuans persönlicher Sekretär während dessen Zeit als Oppositionsführer von 1995 bis 1997. Nachdem die Demokraten die Regierung übernommen hatten, war er Sekretär des Außenministers Surin Pitsuwan. Nach dem Regierungswechsel 2001 lief er zur Thai-Rak-Thai-Partei des neuen Ministerpräsidenten Thaksin Shinawatra über. Nach Thaksins Sturz durch den Militärputsch im September 2006 wurde er dessen Rechtsberater.
Im Dezember 2007 ließ die vom Militär eingesetzte Übergangsregierung Wahlen abhalten, die die Thaksin nahestehende Partei der Volksmacht gewann. Anschließend war Noppadon vom 6. Februar bis 14. Juli 2008 Außenminister unter Ministerpräsident Samak Sundaravej. Er trat zurück, nachdem ihm eine zu nachgiebige Haltung im Grenzkonflikt mit Kambodscha vorgeworfen wurde.